# Apamea albertae
Apamea albertae là một loài bướm đêm trong họ Noctuidae.